# NGC 3234
NGC 3234 (NGC 3235) je eliptična galaktika u zviježđu Malom lavu. Poslije je utvrđeno da je to ista galaktika kao i NGC 3235.

## Vanjske poveznice
- SEDS: NGC 3234
- (eng.) Revidirani Novi opći katalog
- (eng.) Izvangalaktička baza podataka NASA-e i IPAC-a
- (eng.) Astronomska baza podataka SIMBAD
- (eng.) VizieR